# Nitrozil-fluorid
A nitrozil-fluorid egy kovalens nitrozilvegyület. Képlete NOF.

## Reakciói
A NOF egy igen reaktív fluorozó szer. Fémekkel fém-fluoridokat és nitrogén-monoxidot képez:
n NOF + M → MFn + n NO
Ionos adduktokat is képez például nitrozónium-tetrafluorborátot NOBF4.
Vizes oldata a fémek jó oldószere. Víz reagál: előbb salétromossav majd salétromsav keletkezik belőle:
NOF + H2O → HNO2 + HF
3 HNO2 → HNO3 + 2 NO + H2O
Alkoholokkal reagálva nitrilek és hidrogén-fluorid keletkezik belőle:
ROH + NOF → RONO + HF
A NOF hajlított alakú molekula.

## Felhasználása
Használják: oldószerként, fluorozószerként, nitrálószerként a szerves szintéziseknél. Egyesek szerint használható lenne rakéta üzemanyagban oxidálószerként.

## Fordítás
- Ez a szócikk részben vagy egészben  a   Nitrosyl fluoride című angol Wikipédia-szócikk ezen változatának fordításán alapul.  Az eredeti cikk szerkesztőit annak laptörténete sorolja fel. Ez a jelzés csupán a megfogalmazás eredetét és a szerzői jogokat jelzi, nem szolgál a cikkben szereplő információk forrásmegjelöléseként.